# پورشه ۹۲۸
پورشه ۹۲۸ (به انگلیسی: Porsche 928) خودروی نوع جی‌تی ۲ در کوپه بود، که از سال ۱۹۷۷ تا ۱۹۹۵ توسط شرکت پورشه و در کشور آلمان تولید می‌شد. طراحی آن از نوع خودروهای موتور جلو-محور عقب بوده است.